# Supercoppa italiana 1991
La Supercoppa italiana 1991 è stata la 4ª edizione della competizione disputata il 24 agosto 1991 allo stadio Luigi Ferraris di Genova. La sfida è stata disputata tra Sampdoria, vincitrice della Serie A 1990-1991, e la Roma, detentrice della Coppa Italia 1990-1991.
A conquistare il titolo è stata la Sampdoria che ha vinto per 1-0 con rete di Roberto Mancini.

## Partecipanti
| Squadre   | Qualificazione                         | Partecipazioni precedenti (il grassetto indica la vittoria) |
| --------- | -------------------------------------- | ----------------------------------------------------------- |
| Sampdoria | Vincitore della Serie A 1990-1991      | 2 (1988, 1989)                                              |
| Roma      | Vincitore della Coppa Italia 1990-1991 | Nessuna                                                     |

## Tabellino
| Arbitro: | Lanese (Messina) |

|             |           |  |
| Mancini 75’ | Marcatori |  |

| Sampdoria | Roma |

### Formazioni
| SAMPDORIA:     |    |                     |  |     |
|                |    |                     |  |     |
| P              | 1  | Gianluca Pagliuca   |  |     |
| D              | 2  | Moreno Mannini      |  |     |
| D              | 3  | Marco Lanna         |  |     |
| C              | 4  | Fausto Pari         |  |     |
| D              | 5  | Pietro Vierchowod   |  |     |
| D              | 6  | Srečko Katanec      |  |     |
| C              | 7  | Attilio Lombardo    |  | 76’ |
| C              | 8  | Toninho Cerezo      |  | 61’ |
| A              | 9  | Gianluca Vialli     |  |     |
| A              | 10 | Roberto Mancini (c) |  |     |
| C              | 11 | Paulo Silas         |  |     |
| Sostituzioni:  |    |                     |  |     |
| C              | 14 | Giovanni Invernizzi |  | 61’ |
| C              | 16 | Renato Buso         |  | 76’ |
| Allenatore:    |    |                     |  |     |
| Vujadin Boškov |    |                     |  |     |

| ROMA:           |    |                       |  |     |
|                 |    |                       |  |     |
| P               | 1  | Giovanni Cervone      |  |     |
| D               | 2  | Luigi Garzya          |  |     |
| C               | 3  | Amedeo Carboni        |  |     |
| D               | 4  | Valter Bonacina       |  |     |
| D               | 5  | Aldair                |  |     |
| D               | 6  | Sebino Nela           |  |     |
| C               | 7  | Thomas Häßler         |  |     |
| C               | 8  | Fabrizio Di Mauro     |  | 78’ |
| A               | 9  | Rudi Völler           |  | 23’ |
| C               | 10 | Giuseppe Giannini (c) |  |     |
| A               | 11 | Roberto Muzzi         |  |     |
| Sostituzioni:   |    |                       |  |     |
| D               | 13 | Marco De Marchi       |  | 23’ |
| C               | 15 | Fausto Salsano        |  | 78’ |
| Allenatore:     |    |                       |  |     |
| Ottavio Bianchi |    |                       |  |     |

|  |